# Conférence de la rivière Potenji
La conférence de la rivière Potenji, également appelée conférence du Natal, est une réunion qui s’est tenue les 28 et 29 janvier 1943 entre le président du Brésil, Getúlio Vargas et le président des États-Unis, Franklin Delano Roosevelt. De retour de la conférence de Casablanca, le président américain se rendit au Brésil et inspecta certaines des installations militaires qui envoyaient des avions et du matériel sur les fronts d'Afrique et d'Asie. La visite porta également sur le soutien et le rôle d’alors du Brésil dans la Seconde Guerre mondiale. Cette conférence entre les présidents des deux pays se déroula à bord de l'USS Humboldt dans le port de la rivière Potenji à Natal, dans le Rio Grande do Norte, et définit les accords ayant conduit à la création de la Force expéditionnaire brésilienne.